# Szűzhártya

Ez a kép a hymen típusokat ábrázolja

A szűzhártya (latinul: hymen, a görög, Hümenaiosz szóból származik) már az embrionális korban is védi a vaginát a baktériumoktól és a fertőzésektől. 

## Elhelyezkedése, leírása
A hüvelybemenetnél található, kb. 1-2 cm mélyen. Idegvégződések nincsenek benne, de vérerek igen. Normális esetben sosem fedi teljesen a hüvelyt, mindig van rajta valamilyen lyuk, rés. 

## Típusok
Kinézete és vastagsága egyénenként eltérő: normális esetben található rajta nyílás, ami lehet egy szabályos kör, félhold, sima vagy egyenetlen szélű, de lehet lyukacsos is, mint egy szűrő, de olyan is előfordulhat, hogy valaki a hymen nélkül jött világra. Abnormális esetben nem található rajta semmilyen lyuk vagy rés, ilyenkor sem a fehérfolyás sem a menstruációs vér nem tud kifolyni, illetve nem lehetséges a szex közbeni behatolás, így orvoshoz kell vele fordulni, ahol egy kis bemetszéssel korrigálható a probléma. 
A hymen nem megbízható jelzője annak, hogy valaki él e szexuális életet vagy sem, ugyanis megnyúlhat vagy átszakadhat tampon vagy ujj által, de maszturbáció vagy nőgyógyászati vizsgálat alkalmával is. Persze vannak olyanok is, akiknek egyik sem okoz tágulást. Emellett sport vagy ütés által is elszakadhat ez a szövet, például lovaglás, torna vagy tánc alkalmával. 
A szűzhártya egy nagyon rugalmas szövet, így a tévhittel ellentétben nem szakad, hanem inkább tágul, nyúlik a hártya. A vérzés mindenkinél eltérő: van aki az aktus után napokig tapasztal vérzést, van aki csak 1-2 napig, de olyan is van, akinél ez nem jelentkezik.